# 葉海蛞蝓科
葉海蛞蝓科（學名：Phyllidiidae），又名葉海麒麟科或葉海牛科，是裸鰓目海牛亞目海牛下目葉海牛總科之下其中一個多彩海蛞蝓的科，是一類海洋腹足綱軟體動物。
根據2005年的《布歇特和洛克羅伊的腹足類分類》，本科被歸類於有角鰓類海牛亞支序；在2017年的《布歇特等人的腹足類分類》，本科被歸類於海牛下目。

## 分布
大多數本科物種生存於熱帶印度洋-太平洋海域，但有少數本科物種發現於大西洋與地中海。

## 型態描述
本科最初建立時，本科物種皆沒有齒舌及顎部。
這些橢圓形的裸鰓類生物的外套膜在其背腹方向壓扁了，而其背部的表面也覆蓋了硬硬和有顏色的結節。

## 屬
本科包括下列五個屬，合共超過80個物種，分別如下：
- 葉海蛞蝓屬（英语：Phyllidia） Phyllidia Cuvier, 1797 （模式屬）
- 露鰓葉海蛞蝓屬（英语：Ceratophyllidiella） Ceratophyllidia  Eliot, 1903
- 小葉海蛞蝓屬（英语：Phyllidiella） Phyllidiella Bergh, 1869
- Phyllidiopsis Bergh, 1875
- Reticulidia  Brunckhorst, 1990

異名
- Fryeria Gray, 1853 : synonym of Phyllidia Cuvier, 1797
- Reyfria Yonow, 1986: synonym of Phyllidia Cuvier, 1797